# لواء قصبة الزرقاء
لواء قصبة الزرقاء لواء يتبع إداريًا لمحافظة الزرقاء في الأردن. استحدث لواء القصبة عام 1985 ويضم مجلس بلدي واحد، ويتبع له إداريًا أربعة أقضية: قضاء الزرقاء، وقضاء الأزرق، وقضاء بيرين، وقضاء الظليل.

## الوصلات الخارجية
- دائرة الإحصاءات العامة